# خولیو گونسالس (بازیکن فوتبال)
خولیو گونسالس (اسپانیایی: Julio González‎؛ زادهٔ ۲۶ اوت ۱۹۸۱) بازیکن فوتبال اهل پاراگوئه بود.
از باشگاه‌هایی که در آن بازی کرده‌است می‌توان به باشگاه فوتبال ویچنزا، باشگاه فوتبال ناسیونال پاراگوئه، و باشگاه فوتبال اتلتیکو هوراکان اشاره کرد.
وی همچنین در تیم‌های ملی فوتبال زیر ۲۳ سال پاراگوئه و پاراگوئه بازی کرده‌است.